# See Tình
"See Tình" là một bài hát năm 2022 của nữ ca sĩ người Việt Nam Hoàng Thùy Linh, nằm trong album phòng thu thứ 4 của cô mang tên LINK. Do nhóm DTAP sáng tác, bài hát thời điểm ra mắt đã nhận về nhiều đánh giá tích cực từ người nghe, đồng thời lan truyền và nổi tiếng trên thế giới thông qua TikTok nhờ những clip hát lại ca khúc hay thực hiện động tác nhảy theo điệu nhạc thu hút người xem.

## Sản xuất

### Sáng tác
Ca khúc do nhóm DTAP sáng tác và hòa âm, lấy cảm hứng từ văn hóa sinh hoạt Đồng bằng sông Cửu Long. Hoàng Thùy Linh cho biết khi tìm cảm hứng với "See Tình", cô đã nhớ về cảm giác ở tuổi 16, 17, 18 lúc mới biết yêu. Ca khúc viết trong 2 tiếng, được Thùy Linh nghe và thu âm chỉ 2 ngày. Bài hát có tiêu đề đặt theo hướng chơi chữ người nghe, khi vừa có thể hiểu "See Tình" là "si tình" hay "nhìn thấy tình yêu" đều được.
"See Tình" được mô tả mang phong cách disco pop hoặc dance-pop vui nhộn, pha với retro cùng đoạn điệp khúc mang âm hưởng ngũ cung. Giai điệu sáng tác dẫn dắt người nghe về miền Tây sông nước với một đoạn đàn cải lương, kết hợp phần hát "Tây phương" của Hoàng Thùy Linh xuyên suốt ca khúc. Phần điệp khúc "Tình tình tình tang tang tính" được xem là điểm nhấn của toàn bộ bài hát.

### Video âm nhạc

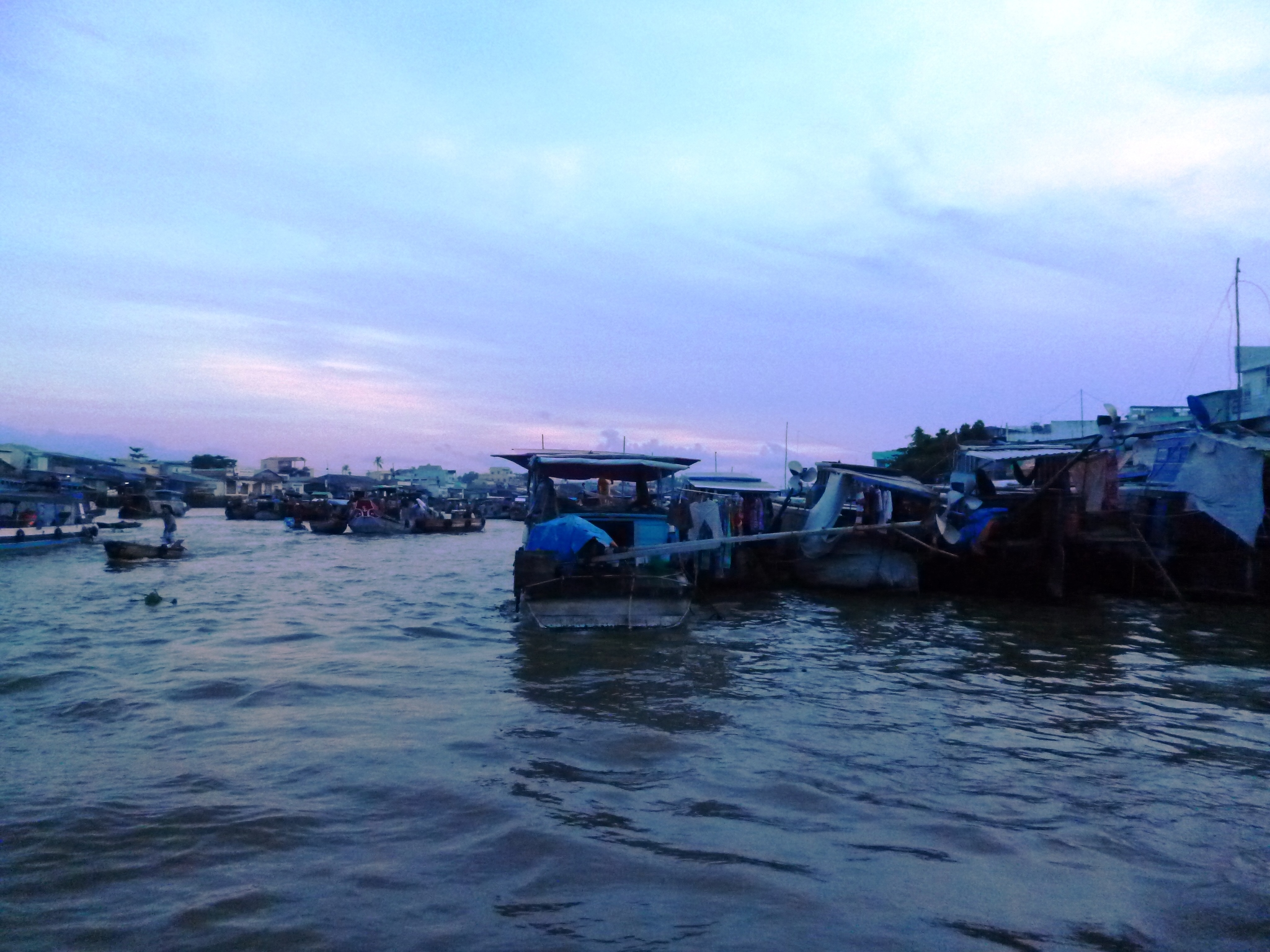
Bối cảnh chủ đạo MV diễn ra ở Chợ nổi Cái Răng, nét văn hóa đặc trưng từ vùng Nam Bộ Việt Nam.

Đạo diễn phần video âm nhạc của bài hát là Kawaii Tuấn Anh, kịch bản do nữ biên kịch Minh Châu viết. Nhà tạo mẫu thời trang cho MV là Hoàng Ku. Bài hát là ca khúc thứ hai được thực hiện video âm nhạc trong album vol.4 LINK (2022) và nằm trong bộ ba đĩa đơn mở đường cho album gồm "Gieo Quẻ", "See Tình" và "Đánh Đố".
Đạo diễn đã quyết định chọn bối cảnh miền Tây với màu sắc giản dị, chân phương và phù hợp với ca từ bài hát, khác với bối cảnh miền Bắc trong các MV trước đó của nữ ca sĩ. Đây là lần đầu tiên đạo diễn Tuấn Anh đưa nhiều kỹ xảo 3D vào trong sản phẩm của mình khi có khoảng 75% cảnh quay được thực hiện trên phông xanh và thời gian xử lý kỹ xảo lên đến 3 tháng. Nội dung MV nói về một nàng tiên cá (Hoàng Thùy Linh) thổ lộ tình yêu của mình dành cho chàng trai làm nghề bán chiếu. Ca sĩ Isaac cũng góp mặt vào MV với vai trò khách mời ở cuối bài hát.

## Phát hành
Buổi ra mắt MV ca khúc với báo giới đã được tổ chức tại Thành phố Hồ Chí Minh vào ngày 20 tháng 2 năm 2022; video âm nhạc chính thức công chiếu trên YouTube vào lúc 20:00 cùng ngày. Bài hát đi kèm định dạng đĩa CD song song với việc đăng tải lên các nền tảng nhạc số. Cũng trong tháng 3 năm 2022, Hoàng Thùy Linh đã có màn trình diễn trực tiếp ca khúc lần đầu tiên trên sân khấu của sự kiện "Lazada Super party – Sinh nhật thế kỷ".
Ngày 11 tháng 8 năm 2022, đúng vào dịp sinh nhật tuổi 34 của Thùy Linh, nữ ca sĩ phát hành album phòng thu thứ 4 LINK. Bài hát nằm ở vị trí số 2.

## Đón nhận
Ngay từ khi công bố poster MV, bài hát đã có được sự chú ý và mong đợi từ những người hâm mộ Hoàng Thùy Linh. Tại thời điểm phát hành, ca khúc nhanh chóng nhận về nhiều lời khen ngợi từ người nghe. Phần điệp khúc, được coi là âm thanh biểu tượng cho "See Tình", đã gây sốt trên TikTok khi chỉ hai ngày sau khi ra mắt video thử thách của nữ ca sĩ đã thu về 1,6 triệu lượt xem. Đến ngày 2 tháng 3 cùng năm, hashtag "#huytsaoseetinh" sở hữu hơn 250,5 triệu lượt xem và sáng tác cũng được sử dụng làm nhạc nền trong 43.000 video trên nền tảng này.
Bài hát đã lọt vào bảng xếp hạng của Billboard Việt Nam suốt nhiều tuần liên tiếp với thứ hạng cao nhất là top 1 và được coi là bài hát đầu tiên của nữ ca sĩ trong bảng xếp hạng đạt được thành tích trên. Chỉ sau ba ngày kể từ khi ra mắt, MV ca khúc đăng tải trên YouTube đã có hơn 5 triệu lượt xem và tính đến tháng 2 năm 2023 đạt hơn 40 triệu lượt xem. Ở Hàn Quốc, bài hát lọt top từ khóa tìm kiếm nhiều nhất nền tảng âm nhạc Melon, đồng thời debut tại vị trí thứ 12 trong danh sách ca khúc được nghe nhiều nhất trong ngày trên YouTube Music Hàn Quốc.

### Đánh giá chuyên môn
Đa phần những ý kiến chuyên môn về bài hát đều là tích cực. Bài viết của báo Thể thao & Văn hóa đã đánh giá cao ca khúc "bắt tai, có cá tính", phần âm nhạc "sôi động, trẻ trung, hiện đại", cùng với đó là chất liệu âm nhạc "phảng phất" chất dân gian Việt Nam nói chung và "không mang tính đặc thù của một vùng miền hay cộng đồng nào". Bài báo cũng khen ngợi phần MV bài hát khi sở hữu hình ảnh đẹp và được đầu tư kỹ lưỡng, thể hiện không khí "vừa mang tính truyền thống vừa hiện đại". Báo Thanh Niên thì nhận xét lý do "See Tình" trở thành xu hướng trên TikTok là vì ca khúc có đoạn điệp khúc gây nghiện, đầy lôi cuốn, coi đây là công thức "bất hủ" để một bài hát trở thành "trend"; nhận định tác phẩm là dấu ấn mới trong sự nghiệp của Hoàng Thùy Linh. Tại bài đánh giá album LINK trên trang Pitchfork, cây bút Joshua Minsoo Kim xem bài hát thể hiện sự ngao du một cách đùa vui của Hoàng Thùy Linh về quá khứ và hiện tại của Việt Nam, một điều "nằm trung tâm" trong nghệ thuật của cô.
Tuy vậy, trong bài nhận xét của tạp chí L'Officiel Việt Nam, tác giả Y My đã gọi MV "See Tình" là một cú đột phá của Hoàng Thùy Linh về mặt hình ảnh hơn là phần âm nhạc; cho rằng bản thân ca khúc mới chỉ dừng ở mức "bắt tai", ví bài hát với một chiếc kẹo mút "ngọt ngào đầy màu sắc [...] không có nhiều ấn tượng đọng lại" và đánh giá "See Tình" đem lại một cảm giác "vui vẻ, màu sắc bề ngoài" nhưng lại "thiếu đi cái hồn hấp dẫn bên trong". Bài viết tờ Zing News cũng nhận xét rằng phần lời ca khúc ngắn gọn nhưng không có ấn tượng và thiếu sâu sắc, nhưng lại cho điểm ca khúc 7/10 và nêu ra những điểm sáng của bài hát như cách chạy bass, slap bass thoát khỏi vùng an toàn trong các sáng tác trước của nữ ca sĩ và việc cô có gu thẩm mỹ âm nhạc "lý tưởng để biến từng ca khúc thành hit".

## Trong văn hóa đại chúng
"See Tình" đã nổi tiếng hơn qua một bản phối với nhiều phân đoạn dành cho vũ đạo và đặc biệt là beat drop, đánh vào thị hiếu người dùng trên nền tảng TikTok. Dù vậy, bài hát mới thực sự trở nên phổ biến toàn cầu thông qua bản remix speedup của nghệ sĩ Cukak và có nhiều người hưởng ứng. Chỉ riêng tại Trung Quốc, số lượt xem các video liên quan đến bài hát được thống kê lên tới 4 tỷ và bài hát được nhiều người gọi là "thần khúc". Theo TikTok, tính đến tháng 3 năm 2023, các video trên nền tảng chứa hashtag #SeeTinh thu hút 1,2 tỷ lượt xem, trong đó chủ yếu là video nhảy.

### Nghệ sĩ quốc tế
Nhờ việc trở thành xu hướng TikTok, nhiều nhân vật nổi tiếng, nghệ sĩ trên thế giới đã hát lại ca khúc và thực hiện động tác nhảy theo giai điệu nhạc, tiêu biểu có nhóm nhạc Blackpink, Super Junior, Psy,... Chỉ từ 2 tháng sau khi bài hát phát hành, rapper Lee Seung-hoon đã nhảy điệu nhảy "Sorry, Sorry" trên nền nhạc "See Tình" bản speed up trong một video đăng tải lên kênh TikTok của nam ca sĩ, thu về hơn 7,6 triệu lượt xem, 1,4 triệu tim và 14,1 nghìn bình luận sau 6 ngày. Shindong, một thành viên của Super Junior, cũng kết hợp cùng nhóm Hello House để thực hiện bước nhảy tương tự trong một video trên nền tảng và có 8,6 triệu lượt xem. Nguồn gốc xu hướng được cho là bắt nguồn từ một tài khoản TikTok người hâm mộ, ghép clip các nhóm nhạc như BTS, Twice khi thể hiện điệu nhảy này trên sân khấu với bản nhạc speed up của "See Tình".
Tháng 9 năm 2022, trong chương trình truyền hình Trung Quốc Nghe nói ăn rất ngon, nữ diễn viên Chúc Tự Đan đã nhảy động tác của "See Tình" và tạo được sự chú ý của người xem. Bài hát ngoài ra còn xuất hiện ở nhiều game show giải trí nổi tiếng của Trung và Hàn như Running Man, Xin chào thứ 7, Thanh xuân hoàn du ký,...
Ngày 31 tháng 1 năm 2023, trong một trận đấu bóng chuyền phát sóng trên kênh KBS Sport, nữ vận động viên Lee Da-hyeon đã ăn mừng sau khi đội ghi bàn thắng bằng cách thể hiện điệu nhảy trên nền nhạc bài "See Tình". Video ghi lại cảnh này sau đó được đăng tải lên kênh TikTok của nhà đài và thu hút 37 triệu lượt xem. "See Tình" qua đây trở nên nổi tiếng khắp Hàn Quốc và tạo nên một cơn sốt kéo dài trong nhiều tháng. Cùng trong khoảng thời gian trên, nam nghệ sĩ và vận động viên rugby Philippines Eric Tai đã làm nhiều clip thực hiện động tác bài hát ở những địa điểm khác nhau như ngoài đường, sân bóng,... và thu về hàng chục triệu người xem, cá biệt có video hơn 100 triệu.

### Nghệ sĩ Việt
"See Tình" từng được Thu Minh biến tấu qua giọng hát nữ ca sĩ tại số đầu tiên trong loạt chương trình âm nhạc #ThuMinhThuMinh. Dù vậy, phần thể hiện này đã vấp phải nhiều tranh cãi khi bị cho là cách luyến láy, xử lý chưa thực sự phù hợp với bài hát, bên cạnh đó là việc biểu cảm của cô xuyên suốt bài hát "thiếu tinh tế và có phần hơi "sến"". Ở Lễ trao giải Làn Sóng Xanh 2022, Thu Phương đã thể hiện ca khúc cùng sáng tác "Waiting for You" của MONO. Ca khúc cũng được mashup với nhiều bài hát nổi bật khác tại chương trình Chào năm mới - Ấn tượng 2023 của VTV.
Trong chương trình thực tế Trung Quốc Tỷ tỷ đạp gió rẽ sóng, ca sĩ Chi Pu và ba thí sinh khác đã cùng biểu diễn bài hát trong vòng công diễn đầu tiên của nhóm; màn trình diễn này giúp đội kéo được số phiếu bầu cao nhất. Tuy nhiên, trong dư luận Việt Nam lại rộ lên những nghi vấn rằng bài hát được biểu diễn mà không xin phép bản quyền. Điều này là vì những video liên quan đến phần trình diễn trên chỉ có thể xem trên mạng xã hội nội địa Trung Quốc nhưng không thể tìm thấy trên các nền tảng phát video khác như YouTube. Cả hai phía gồm thí sinh chương trình và ca sĩ Hoàng Thùy Linh khi được hỏi đã không đưa ra xác nhận chính thức về sự việc.

## Bảng xếp hạng
| Bảng xếp hạng (2022)            | Vị trí cao nhất |
| ------------------------------- | --------------- |
| Việt Nam (Top bài hát Việt Nam) | 1               |
| Việt Nam (Vietnam Hot 100)      | 2               |

| Bảng xếp hạng (2022)       | Vị trí |
| -------------------------- | ------ |
| Việt Nam (Vietnam Hot 100) | 6      |

## Giải thưởng và đề cử
| Năm  | Giải thưởng            | Hạng mục                     | Kết quả   | Tham khảo     |
| ---- | ---------------------- | ---------------------------- | --------- | ------------- |
| 2022 | TikTok Awards Việt Nam | Âm nhạc của năm              | Đề cử     | [ 45 ] [ 46 ] |
| 2022 | Zing MP3               | 10 ca khúc xuất sắc nhất năm | Top 10    | [ 47 ] [ 48 ] |
| 2022 | Làn Sóng Xanh          | Ca khúc của năm              | Đoạt giải | [ 49 ] [ 50 ] |
| 2022 | Làn Sóng Xanh          | Bài hát hiện tượng           | Đề cử     | [ 49 ] [ 50 ] |
| 2022 | Làn Sóng Xanh          | Hòa âm phối khí              | Đoạt giải | [ 49 ] [ 50 ] |

## Lịch sử phát hành
| Khu vực  | Ngày                | Định dạng                       | Phiên bản | Nền tảng                         | Hãng                     |
| -------- | ------------------- | ------------------------------- | --------- | -------------------------------- | ------------------------ |
| Việt Nam | 20 tháng 2 năm 2022 | Phát trực tuyến Tải kỹ thuật số | Gốc       | Spotify • Apple Music • Zing MP3 | The Leader Entertainment |
| Việt Nam | 20 tháng 2 năm 2022 | Video âm nhạc                   | Gốc       | YouTube                          | The Leader Entertainment |
| Việt Nam | 20 tháng 2 năm 2022 | Đĩa CD                          | Gốc       | —                                | Hãng đĩa Thời đại        |
| Việt Nam | 20 tháng 5 năm 2022 | Video âm nhạc                   | Remix     | YouTube                          | The Leader Entertainment |